# N (スティーヴン・キングの小説)
『N』（原題：英: N.）は、アメリカ合衆国のホラー小説家スティーヴン・キングによる短編ホラー小説。
2008年に刊行された第5短編集『Just After Sunset』に収録された。邦訳され、2010年に文春文庫『夜がはじまるとき』に収録された。
分量は94ページ。文庫には6作品が収録されているが、本作がおよそ1/3近くを占めており、本書の目玉と解説される。
作者はあとがきにて、アーサー・マッケンの『パンの大神』から影響を受けたことを言及しており、マッケンのテーマを強迫性障害（OCD）と結び付けるというアイデアから書かれた。

## 作品内容
メイン州モットン（架空の町）にあるアッカーマンズ・フィールドという場所の「とある石」に関わったことで、登場人物たちはOCD（強迫性障害）に囚われ、連鎖していく。石の周辺は、別作品『クラウチ・エンドの怪』におけるクラウチ・エンドのように、異次元との防壁が薄い場所であるらしく、魔物が姿を現しつつある。
- 2-4章：Nは「絶対に行ってはいけませんよ」と言い、死ぬ。ジョニーは行く。
- 1章：ジョニーは「燃やせ」と書き残して、死ぬ。読んだシーラは行く。
- 5-7章：シーラは「近づかないで」と伝えて、死ぬ。チャーリーは……

7章構成で、分量は文庫で94ページ。うち、N視点の3章だけで37ページ（4割）、ジョニーとN視点の2・3・4章で84ページを占める。

### 主な登場人物
ジョニー・ボンサント
2・4章の語り手。高名な精神科医。シーラの兄。メイン州ハーロウという町の生まれ。
「N」
3章の語り手。メイン州ポートランド在住の会計士。48歳。妻とは離婚しており、距離はあるが友好的であるという。趣味はフィルム写真。なんでも数えて、意味のない数字いじりをして、吉凶を判断する。OCDに苦しみ、ボンサント医師の診察を受ける。
シーラ・ボンサント・ルクレア
1・5章の語り手。ジョニーの妹。メイン州ルイストン在住。32歳。夫と7歳の息子がいる。
チャーリー・キーン
7章の語り手。ジョニーとシーラ兄妹の幼馴染。医療ニュースに出るほどの名医。ジョニーとは10年会っていない。
「C」
Nの次女。メイン州の大学に通う学生。
ドクターJ
精神科医。ジョニー・ボンサント医師の師。とある病院の院長。
「三つ葉状の目」
アッカーマンズ・フィールドの石のそばに現れる、異次元の魔物。

### 1章：シーラがチャーリーに宛てた手紙
2008年5月28日付。兄ジョニーが死んだ。遺書はなかったが自殺らしい。ジョニーは精神科医であり、Nという患者がいた。シーラは手紙に、兄が所持していた、Nについての詳細な診療記録と、どんどん断片的になっていく兄の不穏な覚書を同封する。

### 2-3章：診療記録
初診は2007年6月1日。Nは48歳。去年の夏から10ヶ月ほど不眠に悩まされているという。NはOCD（強迫性障害）についてある程度の知識があり、催眠療法で去年の夏の出来事の記憶を消してもらうことを希望していたが、ジョニーはそう都合よくはいかないと返答する。6月7日、14日、28日の3回にわたりセッションを行う。21日はNに予定が入ったためにキャンセルとなる。2回目のセッションにて、宿題と言った集計表を、Nは作ってきてしまう。これをやり遂げてしまうOCD患者に、医師はドン引きする。
「数えることの関連項目が六百四件、さわることの関連項目が八百七十八件、置くことの関連項目が二千二百四十六件。すべて偶数です」「合計、三千七百二十八件、これも偶数です」「三、七、二、八ですね、これを足すと二十になる。これもやはり偶数です。いい数です」「三千七百二十八を二で割ると、千八百六十四。一、八、六、四を足すと十九。こいつは強力な奇数です。強力で、しかも非常に悪い」
Nは診察に来るたびに憔悴の度合が増す。またジョニー医師は、Nの言う場所を何度も通ったことがあることに気づく。Nはジョニーに「先生、絶対に行ってはいけませんよ」と約束を取り付ける。

### 3章：Nの話
Nの趣味は写真である。2007年8月某日の夕刻、Nはアッカーマンズ・フィールドの「狩猟禁止　立入禁止」の看板を前に、カメラを持って車を降りていた。その場所には、7つの岩が並んでいる。サイズは大きいものが高さ5フィート、小さいのが3フィートほど。Nは何枚も写真を撮影する。そうしているうちに、岩は7つあるが、ファインダーを覗くと8つあることに気づき、混乱する。触って確かめると、岩は8つある。よくよく見ると、石の間になにかがおり、おぞましい顔がNに笑いかけてくる。Nは逃げ出し、車に戻って国道へと走り出す。Nは「石が8つならやつらを辛うじて閉じ込めておけるが、7つしかなかったら闇からこの世界にあふれ出てきてしまう」「あの1匹など、取るに足らない雑魚にすぎない」と理解していた。（セッション1 2007年6月7日）
帰宅したNは、あれを見たことで頭の中を汚染されたような感覚に囚われていた。また撮影した写真は、なぜか一枚もまともに映っていない。Nは、今度はデジカメを持って昼間にアッカーマンズ・フィールドに行く。またしても石は7つしかない。石の環の中央には色褪せたような部分ができており、また真上の空は、青ではなく灰色っぽくなっている。再び見ると、今度は8つある。Nには、色褪せが膨らんで、石の環の防御の薄い部分を通り抜けようとしているように見え、異次元のやつらがこっちの世界にあふれ出てしまう事態を予想し戦慄する。異形の目が現れ、悪臭が漂ってくる。Nがデジカメの操作に手間取っていると、奇妙な言語が聞こえてくる。「くとぅん、くとぅん、でぇぇいあんな、でぇぇいあんな」「くとぅん、N、でぇぇいあんな、N」名状しがたいなにかが自分の名前を知っているという事実に、Nは悲鳴を上げる。カメラを覗くと石は8つ、カメラを下ろすと7つ。Nは写真を何枚も撮影したが、カメラが壊れただけであった。それは、人の目では捕らえられても、記録しておくことはできない。（セッション2 2007年6月14日）
12月のある日、職場に封筒が届き、開封すると「A・F」と記されたタグ付きの鍵が出てくる。その「A・Fの鍵」を、アッカーマンズ・フィールドへの道を鎖していた錠に差し込むと、ぴったり合った。今度は石は8つあった。Nは、カメラのレンズはそれを元に戻せるが、人間の目は取り除いてしまうのだと理解する。
年が明けて春になり、徐々にNは神経症に悩まされるようになる。Nは夢で化物を見るようになり、そいつを石の環から出てきた異次元の生物と確信する。くとぅん。再びアッカーマンズ・フィールドに出かけ、カメラを覗くと石は8つ、下ろすと7つ、8つ、8つ、カメラを下ろしても8つ。石を触って確かめると、8つ。Nは「あいつはまだ目覚めかけているだけでまだ間に合う」と思いつつ、「異次元との境界の現象には周期性があり、冬至には危険が最小になり、夏至には危険が最大になる」のだと理解する。Nはボンサント医師のもとを訪れ、6月1日、7日、14日の診察を受ける。しかし6月21日（夏至の日）の予約はキャンセルし、一日中アッカーマンズ・フィールドで過ごす。その日その場所には、言葉では言い表せない化物――伸縮する闇と奇怪な目がいた。Nは悲鳴を上げつつも、悠然とカメラを構え、抵抗を試みる。ようやく安定したのを確かめると、Nは引き上げる。Nは医師に、現実であれ妄想であれ、全世界の命運が自分にかかっている責任は重大だと述べる。ボンサント医師は、薬を処方して7月5日の予約を取り付けるが、去り際のNに危うさを感じ取る。（セッション3 2007年6月28日）

### 4章：ドクター・ボンサントの手記（断片）
7月5日を診察予約としていたが、ジョニーは新聞でNの死亡記事を知る。Nの娘から自殺と聞き、葬儀に参列する。ジョニーはNの症例を論文に書こうと考えるが、そのためには問題の空き地にいってNの幻想と現実を比較してみる必要があると結論付ける。一方で、Nが憑りつかれた幻想を追体験して自分も無事に済むかという疑問もあった。
7月17日、ジョニーは現場に出かけ、空き地と石が確かに存在することを確認する。石の数は8つ、近くのウルシの茂みがなにかしら変異している。またポリ袋に納められた封筒が置いてあり、ジョニーへの宛名が記され、中には鍵が入っていた。ジョニーは引き上げ時と悟り、後ずさりつつ、最後にもう一度石を見遣ると、7つ、また闇らしいものが。ジョニーは、カメラを持っていない自分は消えた1つを呼び戻して8つに直すことができないという妄想に囚われ震える。正気に返ったとき、石は8つに戻っていた。ジョニーは「Nのことは忘れる。論文は書かない」と決めて帰宅する。
7月28日、ジョニーは師の医師に電話をかけ、患者から分析医へのOCD症状の転移について、それとなく尋ねる。自身のことではないだろうなと勘付かれるも、笑ってはぐらかす。この頃からジョニーは、Nのように、なんでも数えるようになる。8月になるとジョニーは強迫観念を抑えきれなくなる。カメラを持って再びアッカーマンズ・フィールドに行ったところ、闇に一つ目を見るが、自分の見たものに対して半信半疑に囚われる。9月16日、再び出かけ、悪意に満ちた神々を視認するが、とにかく8つに戻すことに成功する。Nの言った通り、あれが通路を食い破ってこちらの世界に出てこようとしている。10月にまた出かけ、8つあることを確認し、また冬至と夏至についてのNの見解を思い出す。11月16日、8つ。12月25日、妹一家とクリスマスを祝った際に、ふとチャーリーの話題が出る。
2008年4月1日、アッカーマンズ・フィールドの夢を見る。夢の中で石は7つ。行かなければと思い、現場で確認してみると、7つ、カメラを覗くと8つ、もう勘弁してください。4月6日、7を8にするには手間がかかった。5月2日、くとぅんくとぅんくとぅん。ジョニーの頭からはあの目が離れず、自殺することで扉を閉ざすという結論に至る。ジョニーは現場までの道中にある橋に行き、身を投げる。くとぅん。手記の最後の日付は5月4日となっている。

### 5-7章：結末
2008年6月8日付、シーラがチャーリーに宛てた二通目の手紙には「このあいだの手紙は無視してください」「鍵を手に入れました。橋に行きます。近づかないで」と記されていた（5章）。その後、新聞に「女性が橋から飛び降り。兄の後追い自殺か」という記事が掲載された（6章）。チャーリーはクリッシーに「来週の予定はキャンセルしてくれ。幼馴染の兄妹が相次いで自殺したんだ。調べる」というメールを送信する（7章）。

## 収録
- 『夜がはじまるとき』安野玲訳